# Marcos Franco Rabelo
Marcos Franco Rabelo (Fortaleza, 25 de abril de 1861 - Salvador, 29 de abril de 1928) foi um militar e político brasileiro. Era filho de Antônio Franco Alves de Melo e Ana Franco Rabelo.

## Biografia
Abraçou a carreira militar, lotado no 15º Batalhão de Infantaria, sediado em Fortaleza, de onde partiu para a Escola Militar da Corte, no Rio de Janeiro. Serviu também em unidades militares das cidades de Belém, Manaus, Fortaleza e Rio de Janeiro, sendo que nesta última foi Professor da Escola Militar da Corte, da  Escola Superior de Guerra e Escola do Estado Maior do Exército.
Graças a política das salvações do presidente Hermes da Fonseca, Franco Rabelo foi governador do Ceará, de 14 de julho de 1912 a 14 de março de 1914, pondo fim ao domínio de Antônio Pinto Nogueira Accioli no estado.
Franco Rabelo buscou enfraquecer as lideranças regionais do Ceará. Se destaca a deposição de Antônio Luiz Alves Pequeno, primo de Nogueira Accioli e apoiado pelo  Padre Cícero, do cargo de prefeito de Juazeiro do Norte por Rabelo. Em 1914, Floro Bartolomeu convocou uma sessão extraordinária da Assembleia Legislativa do Ceará a ser realizada em Juazeiro. Ao tomar conhecimento, Franco Rabelo determinou a invasão da cidade, dando origem ao conflito chamado de sedição de Juazeiro, que culminou com a deposição de Franco Rabelo.